# Club de Futbol Solsona
El Club de Futbol Solsona o CF Solsona és un club de futbol català de la ciutat de Solsona, fundat l'any 1928, que actualment milita a Segona Catalana.
El Club disputa els seus partits al camp municipal de futbol de Solsona, propietat de l'Ajuntament de Solsona, i el compartia fins al 2014 amb l'altre club de la ciutat, el CE Arrels. El camp es troba al costat de la piscina municipal i de l'Institut Francesc Ribalta. Els seus jugadors vesteixen, com a primera equipació, samarreta blava amb escapulari blanc, pantalons negres i mitgetes blaves.
El 16 de juny de 2014 es firmà un acord per tal d'unificar el futbol base del CF Solsona i del CE Arrels, mantenint però la identitat dels dos equips sèniors del CF Solsona.
Aquest nou club de futbol base passarà a dir-se Futbol Base Solsona-Arrels, que tingué en Quim Sala Calvo com a primer president.
Des de la temporada 2018 fins a la 2022-2023, la presidència del CF Solsona recaigué en l'Ernest Estany Ramonet; la temporada 2023-2024, el president fou en Manel Planes Sarrat. La de 2024-2025, el president és en Francesc Pujol Sanjuán.

## Història

### Inicis - Guerra Civil (1928-1936)

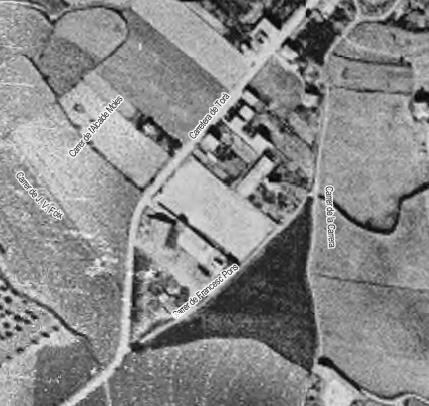
Antic Camp Montserrat, Solsona.

Es té constància de la creació d'equips de futbol a Solsona a partir del 1915 amb clubs com el Club Pirenaic, la Joventut Catòlica o el Solsoní. El Club va ser fundat al 3 d'agost de 1928 amb el nom de Club Esportiu Solsona Futbol Club, però no seria fins al 28 d'octubre de 1928, amb l'impuls del badaloní Guillem Ros, de sobrenom "el Pepito de les Cloaques", que hi hauria el primer partit, disputat a la plaça del Camp. La primera junta de la qual es té constància era integrada, el dia 7 de gener de 1929, per: Agustí Solé Xarpell, com a president; Ramon Corominas Rodamilans, com a secretari; Tomàs Boix Solé, com a tresorer; Pau Caubet Morist, Francesc Viadiu Vendrell, Lluís Solé Call, Joan Cardona Besora, Ramon Farré Pallarès i Josep Serra Forn, com a vocals. Aquesta entitat feu butlletes de 25 pessetes per a la construcció del seu camp d'esports. El 2 de juny de 1929 es va inaugurar el Camp Montserrat, situat a l'antiga carretera del Miracle. Tenint en compte que la població de Solsona d'aleshores era d'uns 3.000 habitants, el Club ja comptava amb 108 socis. L'any 1929 el Club Esportiu Solsona Futbol Club va jugar 44 partits amb motiu de la inauguració de nous camps de futbol a les comarques veïnes. Problemes econòmics i esportius van provocar la desaparició del Club el 1931. El 1933 es va reorganitzar gràcies al president Joan Sant Alet. Amb la Guerra Civil, el CF Solsona es va veure obligat a suspendre les seves activitats a causa de la manca de jugadors i directius.

### Ressorgiment i nova crisi (1939-1949)
Acabada la Guerra Civil, van sorgir penyes que van mantenir el futbol a la ciutat, com la "Casa de la Troia", "Els Verds", "Els Blaus", que jugaven amistosos amb diferents equips de la comarca i rodalia. L'any 1946 va retornar el CF Solsona amb el president Ramon Solà Planas; aquest cop es van inscriure a la Federació Catalana de Futbol i en la primera temporada va aconseguir ascendir a primera categoria regional. El Club continuava disputant els seus partits al Camp Montserrat, també anomenat camp de la "Caputxina", on es van instal·lar unes grades pel gran nombre d'afeccionats que anaven a veure l'equip. El 1949 Ramon Solà va dimitir i van tornar els problemes econòmics.

### Anys incerts i desaparició (1949-1963)
Miquel M. Flores Flaquer es va posar a la presidència del Club l'any 1949, però la seva poca vinculació amb el futbol va fer que deixés la presidència l'any següent. El nou president va ser Valentí Feu Font, que va entrar al Club quan hi havia una greu crisi econòmica i esportiva. El Club tenia sort que persones com Ramon Serra, el Ramon de Piar, es dediquessin amb molt d'entusiasme a tenir cura del camp, les instal·lacions i la roba dels jugadors.
L'any 1952 el Club de Futbol Solsona va celebrar les noces de plata. Hi va haver nombrosos actes, entre aquests un partit entre el combinat local i el CE Manresa amb el resultat de 5 a 1 a favor dels locals. Però, tot i la celebració, les dificultats no s'havien acabat per al Solsona. En un partit que s'havia de jugar contra el Castellar del Vallès, els jugadors solsonins no s'hi van presentar i la Federació va imposar una multa al Club. El Solsona no va saldar el deute i la federació va donar de baixa el Club Esportiu Solsona Futbol Club. Entre el 1953 i 1954 aquest club no va disputar cap partit federat.
Per la Festa Major de 1953 es va celebrar un partit amistós entre el Solsona i el CE Europa, amb victòria per 4 a 3 del conjunt solsoní. El 1954 Valentí Feu deixà la presidència del Club.
El Club de Futbol Solsona va restar sense president nou anys. Tirava endavant gràcies a l'empenta dels jugadors, que, per poder jugar federats, van haver de canviar el nom del Club Esportiu Solsona Futbol Club pel de Club Atlètic Solsona. El 1958, per intentar recuperar-se econòmicament es van promoure unes conferències sobre el futbol amb la intervenció de Ladislau Kubala i Vicenç Piera. Aquest club es va dissoldre el 1963.

### Ressorgiment i noces d'or (1963-1981)
Després de la desaparició es va formar la penya "Los Merengues", que jugaven amb una samarreta del Reial Madrid. Poc temps després es va formar una junta i novament es va canviar el nom pel de Club de Futbol Solsona i es va tornar a jugar amb la samarreta blava i el coll blanc de sempre. Nemesi Novas va ser el president d'aquesta nova junta.

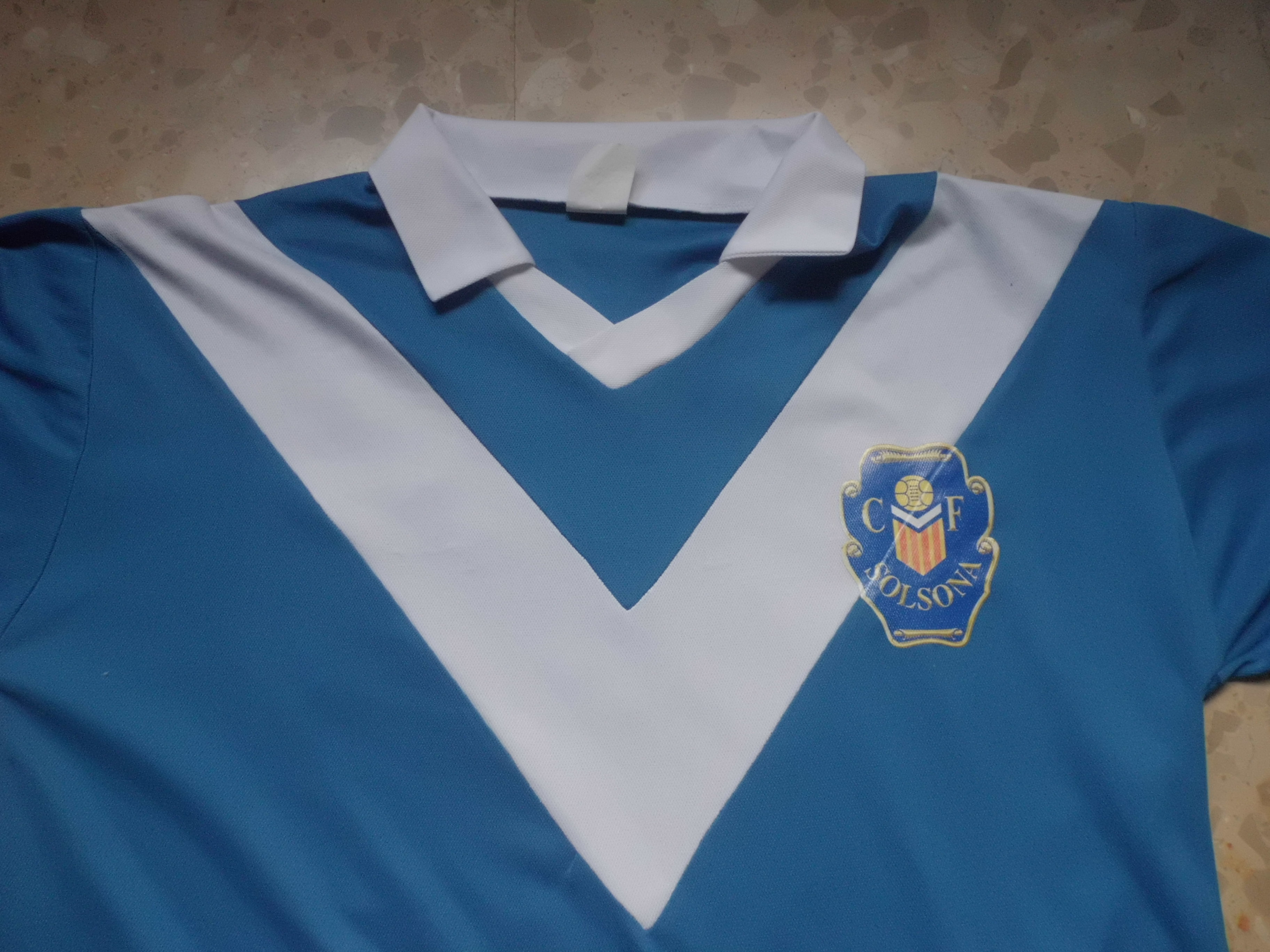
Detall de la samarreta del Club Futbol Solsona

El 1964 es va tornar a fer una nova junta, presidida per Jesús Pallarès, que va millorar força la situació del Solsona. El 1968 es va organitzar el primer equip de juvenils. El 1969 Lluís Reig es feia càrrec de la presidència del Club, ja recuperat econòmicament. Atesa la bona situació econòmica d'aquesta entitat, es va començar a construir un nou camp de futbol, inaugurat el desembre de 1971. També va ser en aquest temps que un soci anònim va pagar un equip complet d'uniformes amb la condició que s'hi tornés a lluir l'escapulari. El 1975 es va construir una tribuna coberta al camp de futbol municipal i es va canviar la il·luminació, passant de quatre pals amb focus a vuit torres . El 1975 el Club comptava amb un primer equip, un de juvenil i un d'infantil.
La setmana del 21 al 28 d'agost del 1978 es va celebrar el cinquantenari de la fundació del CF Solsona amb diferents actes, com exposicions fotogràfiques, una revetlla popular, missa a la catedral i un emocionant partit entre la Unió Esportiva Lleida i el CF Solsona. El mestre Joan Roure va compondre l'himne del Club, que va ser interpretat per l'Orfeó Nova Solsona. El 1979 Lluís Reig deixà la presidència a Pau Caelles, que al cap d'un any la cedí a Pere Ribó, que feia anys que formava part de la junta del club.

### 1981 fins al canvi de mil·lenni[3]

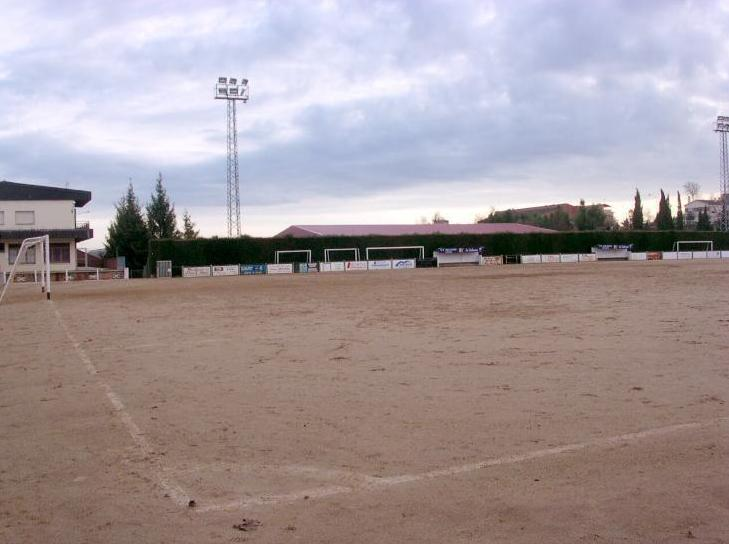
Camp de futbol de Solsona

La presidència de Pere Ribó va durar només un any. El 1981 Pere Ribó deixà la presidència a Ventura Gómez, el qual ja havia sigut vicepresident en la junta de Pau Caelles. A la temporada 1983-1984 el Solsona va aconseguir l'ascens a Primera Regional després d'una molt bona temporada.
L'any 1984 Miquel Montaner va acceptar el càrrec de president per un any prorrogable per un altre. En la primera assemblea, el Club de Futbol Solsona arrossegava un dèficit de 223.884 ptes., que durant el primer any de la junta es va incrementar a 467.450 ptes. Però al segon any de la junta es va aconseguir liquidar el deute i va aconseguir un benefici de 553.884 ptes. gràcies a les rifes d'un cotxe i d'una moto. El primer equip va tenir una actuació destacada en les seves dues primeres temporades a Primera, quedà en vuitè i sisè lloc respectivament. Conjuntament amb el bàsquet i la regidoria de Joventut, es varen fer càrrec de les revetlles d'estiu a la plaça del Camp i amb un bon èxit es va implementar el "bingo" a la mitja part del ball. També es va guanyar per subhasta l'estand de les botifarres que s'organitza per la Fira de Sant Isidre.
L'any 1986 Miquel Montaner va abandonar la presidència del Club i Ramon Abal s'hi va posar al capdavant. De la seva presidència, que va durar dos anys, en podem destacar la liquidació del dèficit amb la Caixa a canvi de cinc anys de propaganda al camp. També se'n poden remarcar les millores en l'enllumenat i els murs del camp. Eduard Castillo va agafar el relleu de Ramon Abal i va estar dos anys a la presidència fins al 1990. Durant el seu mandat van renovar la teulada i van construir les banquetes. Després de dues temporades fluixes esportivament i econòmicament, Joan Serra i Caball es posà al capdavant del Club. L'Escola de Futbol del Solsona es va crear durant la seva presidència.

### 2000 - Fins a l'actualitat

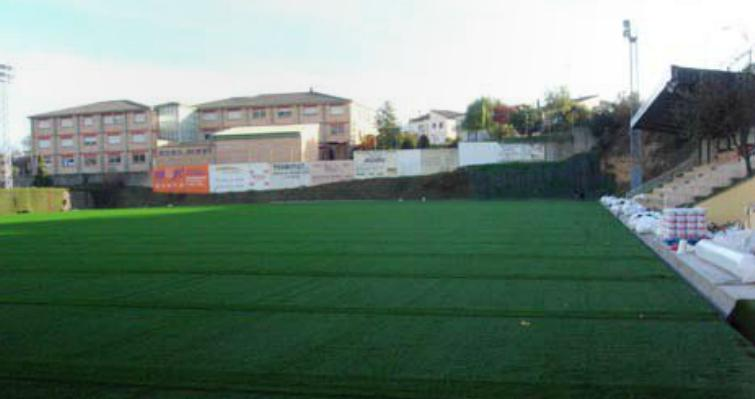
Camp Municipal de Solsona, 2006

Coincidint amb el 75è aniversari del Club, es va decidir la construcció d'uns nous vestidors d'ús propi, ja que fins aleshores s'havien utilitzat els del pavelló poliesportiu.
L'any 2006, essent alcalde de Solsona en Jordi Riart, es col·locà gespa artificial al camp de futbol, així milloraren les condicions de joc que proporcionava l'antic terreny de terra. També s'instal·laren seients de plàstic sobre les grades de formigó. La millora següent que hi hagué al camp fou, el 2011, la instal·lació d'un marcador electrònic i la col·locació d'elements esmorteïdors a les vores de l'àmbit perimetral del camp per a la seguretat dels jugadors.
El 2011 es va crear un equip filial del primer equip amb el nom de CF Solsona B, que va començar a militar a la Quarta Catalana, el qual ascendí ràpidament a Tercera Catalana, però la temporada 2022-2023 tornà a la Quarta Catalana.
La temporada 2014-2015 va ser, esportivament parlant, una de les millors temporades de la història del Club. Es va aconseguir quedar 3r a la Segona Catalana, categoria en què històricament el Club hi havia passat de puntetes sense superar la zona mitjana de la taula classificatòria. Tot i això, l'ascens va quedar força lluny, ja que eren 12 punts els que distanciaven l'equip de Solsona de les places d'ascens.
La temporada 2018-2019, amb una plantilla renovada i amb jugadors molt joves i del planter, es va tornar a repetir aquesta 3a posició a la Segona Catalana. Justament, en acabar aquesta temporada el mític capità del primer equip, Àlex Alarcón, "Moski", es va retirar.
Seguint amb la mateixa filosofia i amb una plantilla de jugadors joves de la casa, la temporada 2019-2020 el CF Solsona va aconseguir la millor posició de la seva història en la Segona Catalana, la segona. Aquesta va implicar la promoció d'ascens a Primera Catalana. Els jugadors de la primera plantilla del CF Solsona foren: Arnau Murcia, Carlos Malpica, Roger Sala, Guiu Montaner, Dani Soria, Xavi Ratera, Toni Roldán, Roger Ribera, Joan Parcerisa, Aitor Lorca, Adrià Barniol, Rafel Pérez, Àngel Garcia, David Alconchel, Robert Tripiana, Arnau Valero, Albert Parcerisa, Nourddin el Morabiti, Gerard Barcons, Andrei Deac i Jordi Esteve. L'equip tècnic fou: David Andreu, Joan Corominas, Sergio Ballesteros i Gerard Ribera.
El 23 de maig de 2020, un tram important del mur de contenció de terres entre l'institut Francesc Ribalta i el camp de futbol municipal es desplomà pel trencament de la canonada d'aigua que abasteix l'institut, la qual cosa obligà l'equip sènior A del CF Solsona a jugar al cardoní camp municipal Vida Activa.
En aquesta primera temporada (2020-2021) del Club a la Primera Catalana, aconseguí una meritòria quarta posició, lluitant fins a les últimes jornades per les primeres places. En la segona temporada a Primera Catalana, en un final molt ajustat, acabà ocupant l'onzena posició dels quinze equips del seu grup, la qual cosa comportà el descens a Segona Catalana.

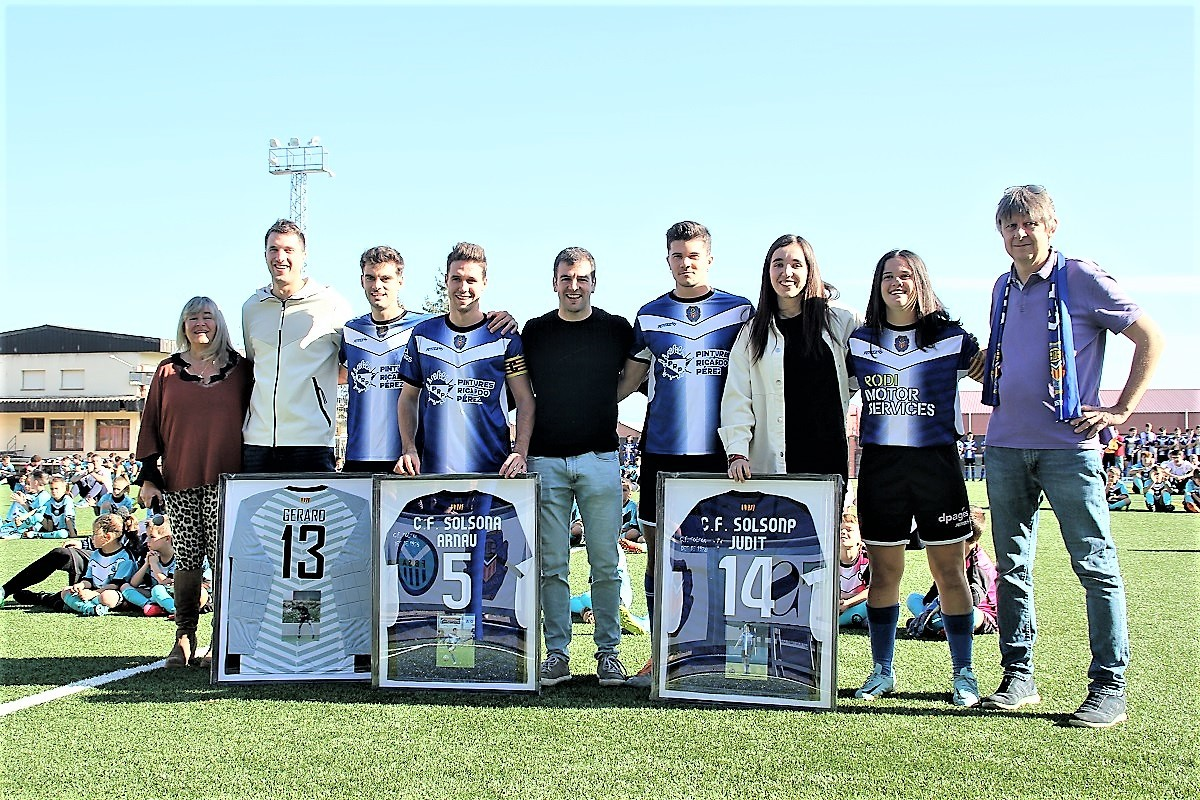
Presidència i capitans del CF Solsona amb els homenatjats Gerard Barcons, Arnau Múrcia i Judit Colillas. Foto- Ramon Estany

El 13 de novembre de 2022 es va fer un petit homenatge a tres capitans que van portar la samarreta escapulada durant més de 10 anys, Judit Colillas Riu, Arnau Murcia Pujol i Gerard Barcons Torra. Aquest darrer, en 7.088 minuts jugats, encaixà tan sols 69 gols.

## Temporades
- 1997-98: Tercera Territorial (G1)
- 2006-07: Segona Territorial (G7) 1r[15]
- 2007-08: Primera Territorial (G4)
- 2008-09: Primera Territorial (G5)
- 2010-11: Primera Territorial (G5)
- 2011-12: Segona Catalana (G5) 17è[16] (descens a Tercera Catalana).
- 2012-13: Tercera Catalana (G14) 1r[17] (ascens a Segona Catalana).
- 2013-14: Segona Catalana (G5) 12è[18]
- 2014-15: Segona Catalana (G5) 3r[19]
- 2016-17: Segona Catalana (G5) 6è
- 2017-18: Segona Catalana (G5) 5è
- 2018-19: Segona Catalana (G5) 3r
- 2019-20: Segona Catalana (G5) 2n (ascens a Primera Catalana).
- 2020-21: Primera Catalana (G2B) 4t (millor posició de la història del club)
- 2021-22: Primera Catalana (G3) 11è (descens a Segona Catalana)
- 2022-23: Segona Catalana (G5B) 4t
- 2023-24: Segona Catalana (G5) 13è (de 18 equips)
- 2024-25: Segona Catalana

## Presidents
| - 1929-1931 Agustí Solé Xarpell - 1933-1936 Joan Sant Alet - 1946-1949 Ramon Solà Planas - 1949-1950 Miquel Flores Flaquer - 1950-1954 Valentí Feu Font - 1963-1964 Nemesio Novas Piñeo - 1964-1969 Jesús Pallarès Moncunill - 1969-1979 Lluís Reig Oller - 1979-1980 Pau Caelles Ramonet - 1980-1981 Pere Ribó Albareda - 1981-1984 Ventura Gómez Caravaca - 1984-1986 Miquel Montaner Jounou | - 1986-1988 Ramon Abal Duarte - 1988-1990 Eduard Castillo Sances - 1990-1994 Joan Serra Caball - 1994-1998 Josep Mª Mateos - 1998-2002 Ramón Navés Roca - 2002-2006 Josep Mª Divins - 2006-2010 Montse Albacete - 2010-2014 Isidre Angrill Balletbò - 2014-2016 Toni Màrquez - 2016-2018 Joan Solé Sort "Solvi" - 2018-Act. Ernest Estany |

## Futbol base
El futbol base del Club Futbol Solsona és una part fonamental del club, ja que d'aquí surt el gran gruix de futbolistes que acabaran formant part dels sèniors del club. Els equips del futbol base entrenen i competeixen al camp municipal de Solsona.
El primer intent de crear una Escola de Futbol va ser durant la presidència de Ramon Abal (1986-1988). Finalment es va crear durant la presidència de Joan Serra el 1992 amb l'objectiu de formar nens i joves com a jugadors de futbol, tant físicament com psicològicament. Gràcies al gran nombre de jovent que es va interessar per jugar a futbol es va poder crear per primera vegada un equip aleví i un benjamí.
Avui en dia, el futbol base del CF Solsona es diu Futbol Base Solsona-Arrels (FBSA) a causa de la unió al 2014 del CF Solsona i del CE Arrels (els dos clubs de futbol que hi havia a Solsona).
El CF Solsona està compost pel Sènior A i pel Sènior B. Pel que fa al Futbol Base Solsona-Arrels, trobem els següents equips:
- Equips masculins (16 equips): Juvenil A, Juvenil B, Cadet A, Cadet B, Infantil A, Infantil B, Infantil C, Aleví A, Aleví B, Aleví C, Benjamí A, Benjamí B, Benjamí C, Prebenjamí A, Prebenjamí B, Babies.
- Equips femenins (3 equips): Sènior Femení, Infantil-Cadet femení, Benjamí-Aleví femení.

Dades actualitzades el 4 d'abril de 2018.

### I Quadrangular del Solsonès
L'any 2008 es va celebrar la primera edició del Quadrangular del Solsonès amb la participació dels equips juvenils del FC Barcelona, de la U.E. Lleida, del R.C.D. Espanyol i del C.F. Solsona. El quadrangular estava organitzat amb el format de lligueta i es va realitzar una tanda de penals després de cada partit per desempatar en cas d'empat de punts. La classificació final va ser la següent:
| Equip           | PJ | PG | PE | PP | GF | GC | Dif | Pts |
| --------------- | -- | -- | -- | -- | -- | -- | --- | --- |
| FC Barcelona    | 3  | 2  | 0  | 1  | 7  | 1  | +6  | 6   |
| R.C.D. Espanyol | 3  | 2  | 0  | 1  | 4  | 0  | +4  | 6   |
| U.E. Lleida     | 3  | 1  | 1  | 1  | 4  | 5  | -1  | 4   |
| C.F. Solsona    | 3  | 0  | 1  | 2  | 3  | 9  | -6  | 1   |

| 14 de setembre, 2008 |     |              |              |
| C.F. Solsona         | 3-3 | UE Lleida    | penals: 3-2  |
| FC Barcelona         | 3-0 | RCD Espanyol | penals: 3-2  |
| UE Lleida            | 1-0 | FC Barcelona | penals: 1-3  |
| RCD Espanyol         | 2-0 | C.F. Solsona | penals: 5-4  |
| UE Lleida            | 0-2 | RCD Espanyol | penals: 2-3  |
| FC Barcelona         | 4-0 | C.F. Solsona | sense penals |

### II Quadrangular del Solsonès
L'any 2009 es va celebrar la segona edició del Quadrangular del Solsonès després de l'èxit de la primera edició. Aquell any el Quadrangular va comptar amb la participació de l'equip cadet del Vila-real CF que es va enfrontar en un amistós amb els juvenils del C.F. Solsona el dissabte 19 de setembre. L'endemà, el diumemge 20 de setembre es realitzà el quadrangular amb la participació dels equips infantils del FC Barcelona, de l'Athletic Club, del Vila-real CF i del C.F. Solsona. El quadrangular estava organitzat amb el format de lligueta i es va realitzar una tanda de penals després de cada partit per desempatar en cas d'empat de punts. La classificació final va ser la següent:
| Equip         | PJ | PG | PE | PP | GF | GC | Dif | Pts |
| ------------- | -- | -- | -- | -- | -- | -- | --- | --- |
| FC Barcelona  | 3  | 3  | 0  | 0  | 10 | 1  | +9  | 9   |
| Athletic Club | 3  | 1  | 1  | 1  | 5  | 3  | +2  | 4   |
| Vila-real CF  | 3  | 1  | 1  | 1  | 7  | 3  | +4  | 4   |
| C.F. Solsona  | 3  | 0  | 0  | 3  | 3  | 17 | -14 | 0   |

| 19 de setembre, 2008 |      |                    |  |
| C.F. Solsona Juvenil | 0-10 | Vila-real CF Cadet |  |
| 20 de setembre, 2008 |      |                    |  |
| Athletic Club        | 0-0  | Vila-real CF       |  |
| C.F. Solsona         | 0-6  | FC Barcelona       |  |
| Vila-real CF         | 1-2  | FC Barcelona       |  |
| C.F. Solsona         | 1-5  | Athletic Club      |  |
| Athletic Club        | 0-2  | FC Barcelona       |  |
| C.F. Solsona         | 2-6  | Vila-real CF       |  |

## Grada d'animació "Llampec Blau" (Supporters 1994)
El CF Solsona té com a grada d'animació el Llampec Blau de Solsona.
Aquest es va crear l'any 1994 per tal d'acompanyar i animar l'equip solsoní en cada partit. Malauradament, a finals de la dècada dels anys 90, l'entitat va desaparèixer. A principis de la segona dècada del segle xxi, els solsonins van tornar agafar gust per anar a veure el CF Solsona i van començar a omplir les gradaries del camp de la ciutat, fins a tal punt que el jovent solsoní s'han unit per renéixer el Llampec Blau. El seu objectiu és animar l'equip omplint tots els seients del Camp Municipal de Solsona i, també, acompanyant-lo en els desplaçaments.
Instagram: @llampecblau_cfs

## Himne
La lletra i música de l'himne actual van ser realitzades pel mestre solsoní Joan Roure el 1978 amb motiu del cinquantè aniversari del club.
| «                                    | Som del Solsona, campions de l'esport per l'amistat, amb noble lluita enaltim el nom de nostra Ciutat. Endavant, Club de Futbol Solsona per tu vibra una afició que en l'espera o amb molta enyorança, sent i estima els teus colors. Endavant!, sempre endavant, Solsona, Solsona, d'un blau pur com el teu cel, Solsona, Solsona, per tu brinca el meu anhel Solsona, Solsona, campiona del futbol, gol, gol, gol, GOL, GOL, GOL !!! | » |
| — Himne del C.F. Solsona. Joan Roure | |   |